# Flickan som lekte med elden
Flickan som lekte med elden (titulada Millennium 2: La chica que soñaba con una cerilla y un bidón de gasolina en España, Millennium 2: La chica que soñaba con un cerillo y un galón de gasolina en México y La chica que soñaba con un fósforo y un bidón de gasolina en Hispanoamérica, literalmente en español, La chica que jugaba con fuego) es una película sueca estrenada en 2009, dirigida por Daniel Alfredson y protagonizada por Michael Nyqvist y Noomi Rapace. Está basada en  la novela homónima de Stieg Larsson.

## Argumento
Han pasado dos años de lo ocurrido en Hedestad y Mikael Blomkvist (Michael Nyqvist), que goza de cierto prestigio profesional, trabaja mano a mano junto al freelance Dag Svensson (Hans Christian Thulen) en un libro sobre el tráfico de mujeres en Suecia. Todo cambia cuando él, su pareja y el administrador Nils Bjurman (Peter Andersson) aparecen asesinados y todas las pistas apuntan a que la autora de los tres crímenes es, nada más y nada menos que, Lisbeth Salander (Noomi Rapace). Entonces, Mikael Blomkvist decidirá investigar los crímenes por su cuenta para demostrar la inocencia de la que un día fue su amiga ¿O, realmente, es Lisbeth Salander una asesina?

## Reparto
- Michael Nyqvist como Mikael Blomkvist.
- Noomi Rapace como Lisbeth Salander.
- Lena Endre como Erika Berger, amiga de Blomkvist.
- Peter Andersson como Bjurman.
- Sofia Ledarp como Malin Eriksson.
- Paolo Roberto como Paolo Roberto.
- Yasmine Garbi como Mimmi Wu.
- Georgi Staykov como Zalachenko.
- Annika Hallin como Annika Giannini.
- Alexandra Eisenstein como periodista.
- Tanja Lorentzon.
- Sven Ahlström.
- Magnus Krepper.
- Ralph Carlsson.
- Luko Garlok